# Harmanda latephippiata
Harmanda latephippiata is een hooiwagen uit de familie Sclerosomatidae.